# Organisation de recherche et développement pour la défense
L'Organisation de recherche et développement pour la défense (en hindi : रक्षा अनुसन्धान एवं विकास सङ्गठन, en anglais : Defence Research and Development Organisation (DRDO)) est une agence gouvernementale indienne responsable du développement de techniques militaires. Son quartier-général est situé à New Delhi. L'agence a été fondée en 1958 par la fusion du Technical Development Establishment et du Directorate of Technical Development and Production dans la Defence Science Organisation.
En 2010, le DRDO exploite un réseau de 52 laboratoires qui recherchent différentes techniques pouvant s'appliquer à l'aéronautique, à l'armement, à l'électronique, à l'informatique, aux ressources humaines, aux sciences de la vie, aux matériaux, aux missiles, aux véhicules de combat d'infanterie et à la marine militaire. Il développe entre autres le programme de défense antimissile balistique indien. Ce réseau embauche plus de 5 000 scientifiques et plus 25 000 personnes de soutien.

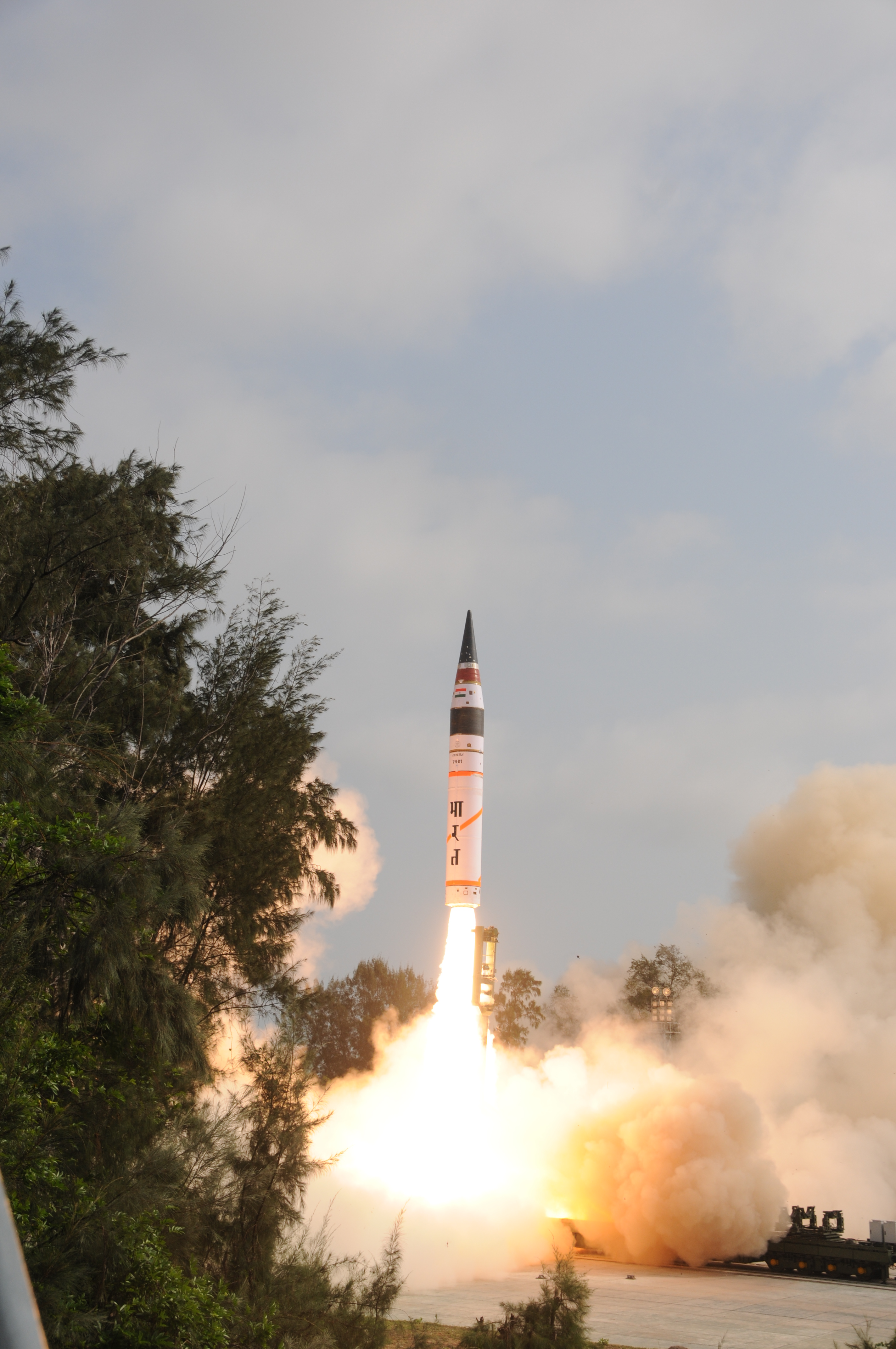
Premier tir d'un missile balistique Agni V en 2012 depuis l'île Abdul Kalam.

Un centre d'essai intégré pour le tir de missiles balistiques se situe depuis les années 1990 sur l'Île Abdul Kalam (ancienne Île Wheeler).

## Organismes équivalents
- Allemagne : Bundesamt für Ausrüstung, Informationstechnik und Nutzung der Bundeswehr
- Canada :  Recherche et développement pour la défense Canada
- États-Unis : Defense Advanced Research Projects Agency
- France : Direction générale de l'armement